# Johann Friedrich Ernst Müller
Johann Friedrich Ernst Müller (* 1704; † 13. Mai 1750 in Heidelberg) war ein deutscher Orgelbauer und kurpfälzischer Hoforgelmacher mit Werkstattsitz in Heidelberg. Er baute hauptsächlich Orgeln in Baden und der Pfalz.

## Leben und Werk
Johann Friedrich Ernst Müller ist der Sohn des kurpfälzischen Hoforgelmachers Valentin Müller und übernahm die Werkstatt seines Vaters nach dessen Tod. Auch trug er später selbst die Privilegien des Hoforgelmachers. Es ist belegt, dass er 1735 in Heidelberg Dorothea Sophia Schmidt aus Buttstädt heiratete. Müller wird in seinem Eheeintrag als „berühmter Orgelmacher allhie“ bezeichnet. In den Jahren 1737 bis 1745 bekommt das Ehepaar sieben Töchter. Die Auswahl der Paten deutet darauf hin, dass Müller ein hohes Ansehen genossen haben muss. Drei der Töchter heirateten später ebenfalls Orgelbauer, so heiratete eine Tochter Müllers 1758 den Orgelbauer und später ebenfalls zum kurpfälzischen Hoforgelmacher ernannten Johann Friedrich Wiegleb. Eine weitere Tochter heiratete 1769 den in Mosbach ansässigen Orgelbauer Johann Heinrich Dickel.
In der Heidelberger Werkstatt war Müller Lehrmeister des später im Jahr 1757 zum kurpfälzischen Hoforgelmacher ernannten und aus Heidelberg stammenden Andreas Krämer. Müller erbaute ausschließlich kleine einmanualige Orgeln. Seine Werkstatt wurde nach seinem Tod von dem aus Buttelstedt stammenden Gottfried Knaut (* 1709; † 1771) übernommen. Dieser war zuvor Geselle in einer Hannoveraner Werkstatt und kam nach Müllers Tod nach Heidelberg, da er mit dessen Frau verwandt war. Er führte die Geschäfte gemeinsam mit Hoforgelmacher Wiegleb.
Sein Bruder Liborius Müller war ebenfalls Orgelbauer.

## Werkliste (unvollständig)
Diese Werkliste umfasst die fachlich bekannten Werke Johann Friedrich Ernst Müllers. Das Jahr in der ersten Spalte meint das Jahr der Fertigstellung. In der fünften Spalte bezeichnet die römische Zahl die Anzahl der Manuale, ein großes „P“ ein selbstständiges Pedal. Die arabische Zahl gibt die Anzahl der klingenden Register an. Die letzte Spalte bietet Angaben zum Erhaltungszustand und zu Besonderheiten sowie Links mit weiterführender Information. Leere Felder zeigen an, dass die zugehörige Information nicht bekannt ist.
| Jahr                   | Ort                      | Gebäude                                  | Bild | Manuale | Register | Bemerkungen |
| ---------------------- | ------------------------ | ---------------------------------------- | ---- | ------- | -------- | --- |
| zwischen 1730 und 1740 | Freckenfeld              | Simultankirche                           |      |         |          | nach 1774 in die Ingenheimer Protestantische Kirche verbracht; 1967 durch Oberlinger ersetzt; Gehäuse erhalten                                            |
| 1736                   | Schriesheim              | Reformierte Kirche                       |      |         |          | |
| 1738                   | Haardt an der Weinstraße | Vorgängerbau der Protestantischen Kirche |      |         |          | 1785 an die Katholische Kirche in Hochspeyer verkauft; nicht erhalten                                                                                     |
| ca. 1739               | Hering                   |                                          |      | I/P     | 8        | |
| ca. 1740               | Ilvesheim                | Schloss Ilvesheim                        |      | I/P     | 9        | vermutlich von Johann Friedrich Ernst Müller erbaut; vor 1890 in die Heiligkreuzer Evangelische Kirche verbracht; Gehäuse und 22 Prospektpfeifen erhalten |
| 1740                   | Güttersbach              | Evangelische Pfarrkirche                 |      | I/P     | 9        | 1950 von Link auf die Westempore versetzt und erweitert; Gehäuse und ein Großteil der Originalregister erhalten                                           |
| 1741                   | Schwanheim               |                                          |      | I/P     | 10       | |
| 1742                   | Rimbach (Odenwald)       |                                          |      | I/P     | 11       | |
| 1749                   | Hofheim                  |                                          |      |         |          | |
| 1750                   | Heidelberg               | Schlosskapelle                           |      |         |          | |